# Itziar Lozano
María Iciar Lozano Urbieta (Guecho, 1941 - Ciudad de México, 24 de septiembre de 2007) más conocida como Itziar Lozano fue una psicóloga y feminista hispano-mexicana, especialista en temas de subjetividad femenina, derechos sexuales y reproductivos y ciudadanía de las mujeres. Fue directora del Centro de Comunicación, Intercambio y Desarrollo Humano en América Latina (CIDHAL). En 2006 recibió la Medalla Omecíhuatl por su trayectoria en la defensa de los derechos de las mujeres.

## Biografía
Nació en Guecho, Vizcaya y creció en el barrio de Las Arenas. En la década de 1960 realizó un doctorado en psicología en los Estados Unidos. Al término de sus estudios viajó a México, donde se estableció de manera permanente. Falleció en México el 24 de septiembre de 2007 a consecuencia de un cáncer.

## Trayectoria
Desde 1977 y hasta 1992 fue integrante de la asociación mexicana Comunicación, Intercambio y Desarrollo Humano en América Latina (CIDHAL). Durante su paso por CIDHAL, Itziar Lozano coordinó y organizó talleres y cursos dirigidos a diversos grupos de mujeres, en los cuales se abordaban temas como el liderazgo, la ciudadanía y la salud reproductiva. Destaca especialmente su labor como una de las promotoras del Primer Encuentro Nacional de Mujeres en México, realizado en noviembre de 1981 en la Ciudad de México, al cual asistieron cientos de mujeres provenientes de sectores populares, sindicatos, militantes de partidos políticos, organizaciones de la sociedad civil, entre otros. Este encuentro fue el punto de inicio de la lucha de género en los sectores populares mexicanos. También es reconocida la labor de apoyo que Itziar Lozano brindó a las mujeres costureras que a raíz del terremoto de México de 1985 fundaron Mujeres en Acción Sindical.
Entre 1996 y 1997, Lozano trabajó para la Comisión Europea, periodo en el cual tuvo a su cargo la coordinación de programas dirigidos a mujeres adolescentes de Costa Rica, Honduras y Nicaragua. Durante los años 2000 a 2003 ocupó una posición en la coordinación nacional de la Red Nacional Milenio Feminista, organización cuya creación fue promovida por la misma Itziar Lozano. En el campo institucional, ocupó un cargo en el Instituto de las Mujeres de la Ciudad de México. Mientras que en el ámbito académico, llegó a ser profesora en la Facultad de Psicología de la Universidad Nacional Autónoma de México, en la Universidad Autónoma de Chiapas y en la Universidad Autónoma de la Ciudad de México.

### Mujeres para el diálogo
Durante su etapa en CIDHAL, Itziar Lozano fue una de las principales impulsoras de Mujeres para el Diálogo, una red feminista ecuménica que surgió a finales de los años setenta con el objetivo de generar espacios de reflexión crítica sobre la teología y el papel de las mujeres en la Iglesia en América Latina. La iniciativa buscaba confrontar las estructuras patriarcales dentro del cristianismo desde una visión feminista , articulando teología de la liberación, pedagogía popular y perspectiva de género.
En octubre de 1979, Lozano coordinó el primer encuentro de la red en el Convento de las Hermanas Auxiliadoras, cercano a la Basílica de Guadalupe, junto con Leonor Aída Concha, Marie-Noëlle Monteil y María Pilar Aquino. El evento, realizado con apoyo de la Asociación Ecuménica de Teólogos del Tercer Mundo (EATWOT), reunió a mujeres católicas, protestantes y metodistas. Las discusiones abordaron temas como sexualidad, liderazgo religioso y teología popular. Se manifestaron tensiones por las diferencias culturales con participantes estadounidenses, lo que motivó la propuesta de crear Mujeres para la Construcción de la Iglesia Popular, como red latinoamericana independiente. Aunque esta nueva organización no se formalizó, Mujeres para el Diálogo continuó como espacio activo en el feminismo teológico mexicano.

## Publicaciones
- Women, the key to liberation (1979)
- Feminismo y movimiento popular en América Latina (1986)
- Feminismo y movimiento popular: ¿desencuentro o relación histórica? (1987)
- Haciendo Roncha : las mujeres y la constitución de grupos (1990)
- Mujeres y desarrollo: estrategias y proyectos (1991)
- Gender relations analysis: a guide for trainers (1995)
- Lecciones aprendidas en el trabajo con mujeres refugiadas: el caso de Chiapas (1996)
- Utopía y lucha feminista en América Latina y el Caribe: reflexiones sobre las perspectivas de los movimientos de mujeres (1998)
- Ni guerra ni paz : desarrollo en el refugio Esperanza y desafíos de la cooperación con el Sahara (2002)
- Nociones de Juventud (2003)